# Sgourádes
Sgourádes är en ort i Grekland.   Den ligger i prefekturen Nomós Kerkýras och regionen Joniska öarna, i den västra delen av landet, 400 km nordväst om huvudstaden Aten. Sgourádes ligger 467 meter över havet och antalet invånare är 189. Den ligger på ön Korfu.
Terrängen runt Sgourádes är huvudsakligen kuperad, men söderut är den platt. En vik av havet är nära Sgourádes åt sydost. Närmaste större samhälle är Korfu, 14,9 km sydost om Sgourádes. 